# Infanticidio

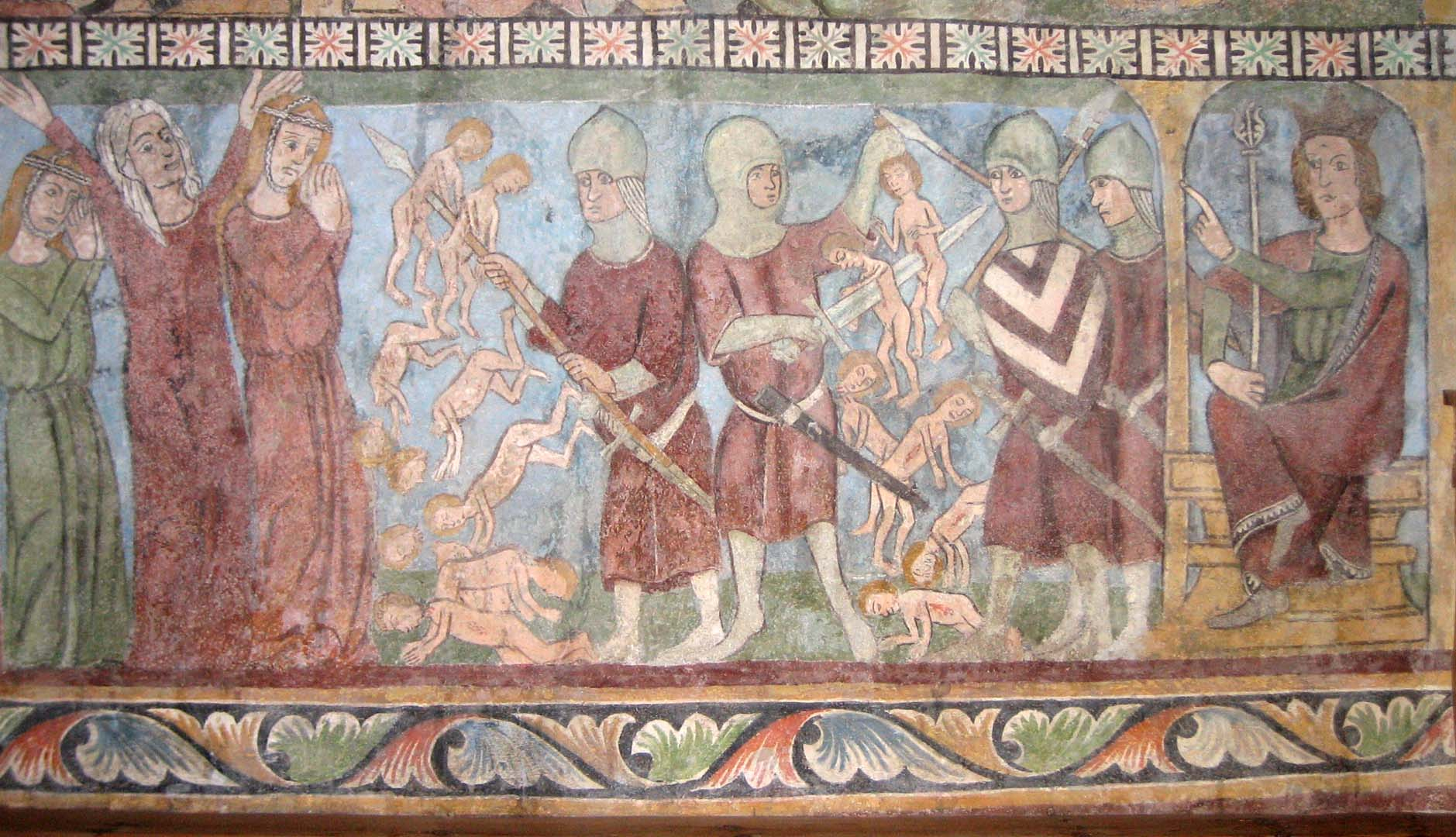
L'affresco di Lüen sulla Strage degli innocenti

L'infanticidio è l'uccisione di un neonato o un bambino negli anni della prima infanzia.

## Storia
L'omicidio di un neonato o di un bambino ha avuto trattamenti diversi nel corso della storia. In particolare si nota una distinzione fra l'omicidio di un neonato, spesso assimilato all'aborto volontario, e quello di un bambino più grande.
L'infanticidio è considerato criminale nelle società moderne, mentre è stato invece pratica comune nel passato per motivi diversi. Un primo caso era quello del sacrificio rituale, mentre un secondo caso, più comune, era quello dell'abbandono, anche chiamato "esposizione".

### Infanticidio rituale

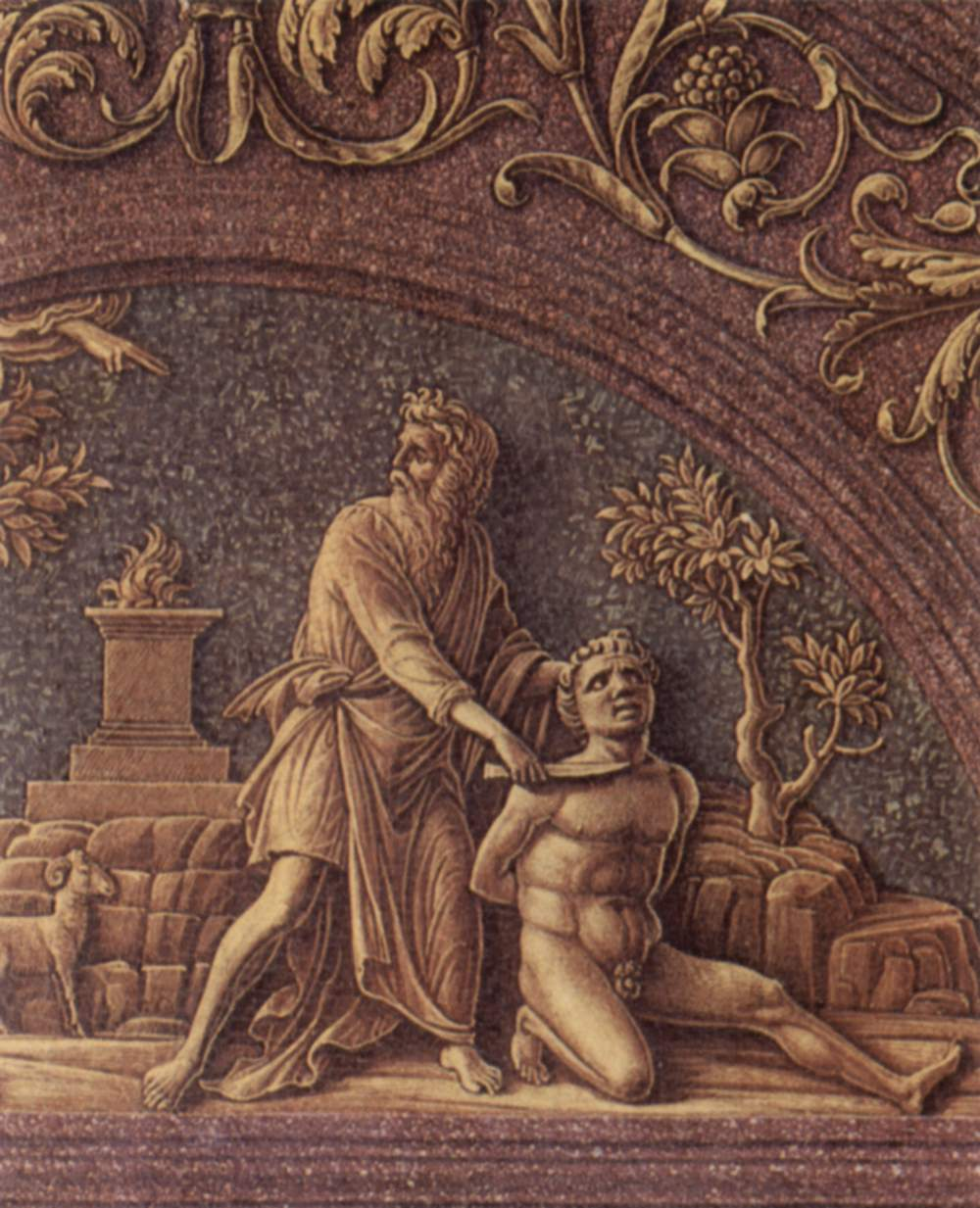
Andrea Mantegna, Sacrificio di Isacco, dettaglio del Trittico degli Uffizi (1460 circa)

Bekhorot (in ebraico בכורות‎?, “Primogenito”) si riferisce al primogenito umano o animale secondo la Bibbia ebraica, dove Dio comandò a Mosè nel Libro dell'Esodo "Consacrami ogni primogenito, il primo parto di ogni madre tra gli Israeliti - di uomini o di animali -: esso appartiene a Me".. In antropologia culturale questo rituale è chiamato "offerta delle primizie" o "sacrificio delle primizie" ed è comune a molte religioni.
Da secoli, l'ebraismo non pratica più l'infanticidio rituale e lo ha sostituito con la pratica del "riscatto del primogenito" ("Pidyon HaBen"): poiché il primo nato apparterrebbe a Dio, per riaverlo il padre lo "ripaga" con la somma simbolica di cinque sicli.
Il Wa'd al-banat, cioè "seppellimento delle figlie" (in arabo ﻭﺍﺩ ﺍﻟﺒﻨﺎﺕ‎?, waʾd al-banāt,) era una pratica sacrificale umana, diffusa nella Penisola araba preislamica, che prevedeva che un padre seppellisse viva una propria figlia finché non fosse sopraggiunta la morte. Non si conoscono precisamente le spiegazioni e cause di questo rito.
L'avvento dell'Islam mette fine alla pratica del Wa'd al-banat, che i teologi musulmani hanno sempre considerato barbara.

### Esposizione dei neonati indesiderati
Nell'antichità abbandonare figli indesiderati era uso diffuso presso diverse popolazioni. Gli ebrei ad esempio ne vietavano l'uccisione, ma permettevano l'abbandono o la vendita degli illegittimi.
Nell'Antica Grecia di Solone e Licurgo l'uccisione del feto o del neonato (βρεφοκτονία, brefoktonìa) veniva distinta dall'abbandono dei neonati indesiderati. L'abbandono veniva chiamato "esposizione", in greco ἔκθεσις(ekthesis), o anche ἐγχυτρισμός (enchytrismòs): quest'ultima deriva da χύτρα (chytra) cioè la pentola dove si usava spesso mettere i neonati. La pratica dell'abbandono riguardava in maggioranza i neonati con malformazioni e le figlie femmine. Il mito di Atalanta racconta come il padre l'avesse abbandonata in cima a un monte in quanto figlia femmina, e fosse stata salvata da un'orsa.
(Posidippo)
Per secoli si è pensato, dando credito a Plutarco,  che genitori spartiati fossero obbligati dallo Stato a uccidere i loro figli disabili; tuttavia, delle ricerche molto recenti smentiscono le sue affermazioni.
Il diritto romano non aveva un proprio termine tecnico per l'infanticidio. "Infanticidium" e "infanticida" vengono dal tardo latino. Presso i romani, il padre aveva diritto assoluto di decidere quali e quanti bambini avrebbero fatto parte della famiglia: se lo riconosceva come proprio, compiva il gesto di sollevarlo da terra (da cui il termine "allevare"); se invece non lo riconosceva, gli era consentito di portarlo alla columna lactaria esponendolo alla pietà di chi passava e più spesso alla sorte di morire di fame o essere fatto schiavo. Questo destino riguardava in generale le figlie femmine, ad eccezione della primogenita: si è notato infatti che è molto raro trovare accenni a famiglie in cui ci fosse più di una figlia, e si è dedotto che i genitori abbandonassero le figlie a partire dalla secondogenita. "Tutti i giuristi hanno notato la cosiddetta sparizione forzata delle figlie minori". L'esposizione dei maschi era meno frequente di quella delle femmine, ma era possibile quando fossero malformati oppure in "soprannumero": pare infatti che i Romani favorissero le famiglie con tre figli. Come scrivono dei testimoni dell'epoca, fra cui il filosofo cristiano Giustino, i bambini indesiderati che non morivano di stenti venivano raccolti da mercanti di schiavi o prostitute.Durante l'impero romano, Germani, Egizi ed Ebrei allevavano tutti i loro figli, in contrasto con la pratica romana.

### Ruota degli esposti

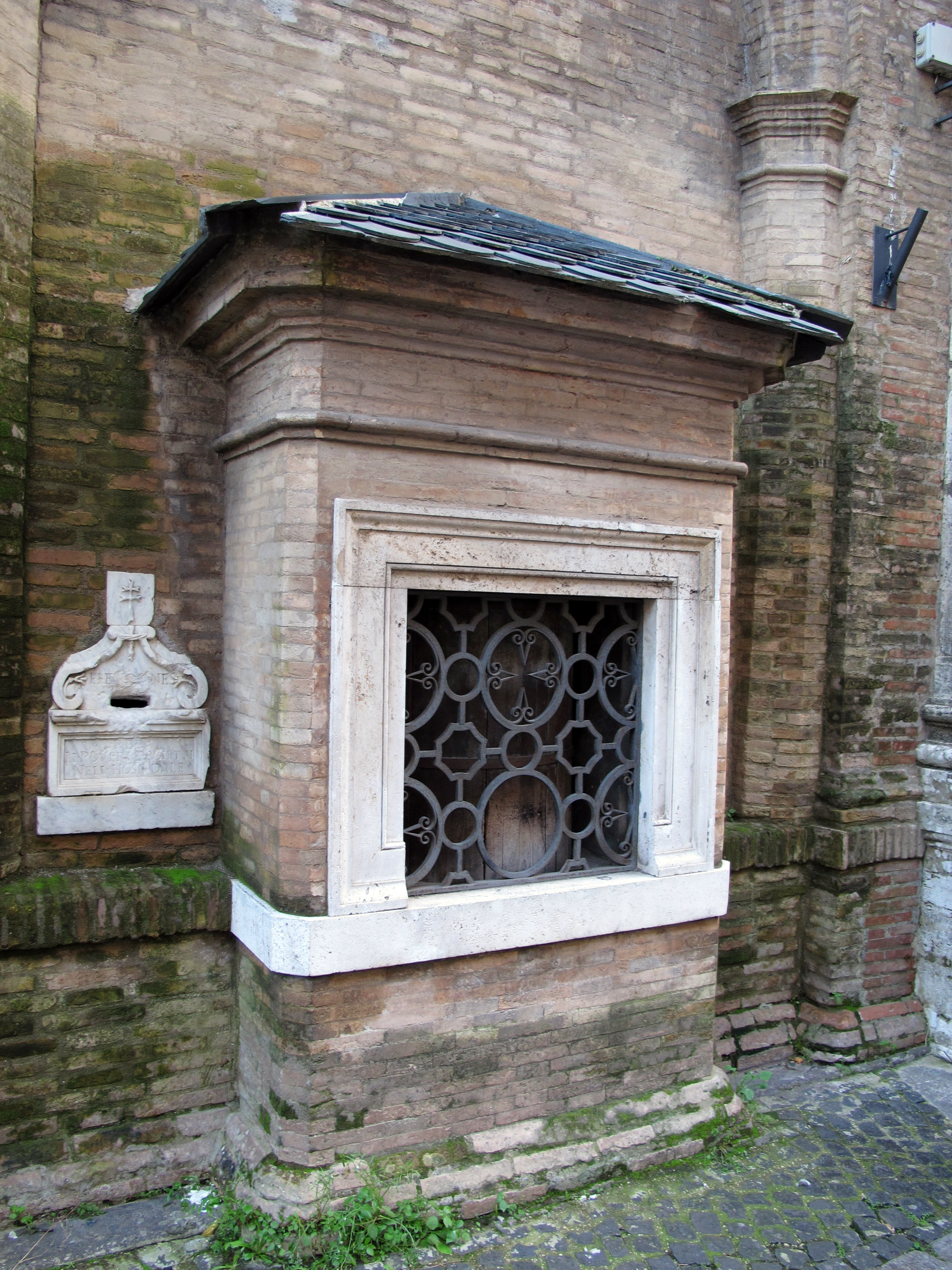
La ruota dei gittatelli all'ospedale di Santo Spirito in Saxia a Roma

Così come nella penisola araba l'Islam mette fine al sacrificio delle femmine, in Europa la condizione dei neonati indesiderati cambia radicalmente con l'avvento del Cristianesimo.
Nel II secolo, Minucio Felice mette a confronto la morale pagana con quella cristiana e si rivolge ai pagani ponendo sullo stesso piano aborto, infanticidio ed esposizione dei neonati 
(Minucio Felice, Octavius XXX § 2.)
L'imperatore Costantino I sancisce nel 315 che una parte del fisco sia utilizzata per il soccorso degli infanti abbandonati e per i figli delle famiglie povere. Nel 318 una legge prevede la pena di morte per l'infanticidio ma non sanziona chi vende i propri figli. Soltanto nel VI secolo Giustiniano punirà l'abbandono considerandolo come infanticidio.
Tuttavia, la pratica dell'abbandono dei neonati non cessava, e in particolare pare vi facessero ricorso le donne adultere e probabilmente le famiglie troppo povere per mantenere il bambino. Così l'arciprete Dateo di Milano descrive le pratiche di infanticidio a cui ricorrevano le donne adultere nell'VIII secolo d.C.:
(...) infatti le donne che hanno concepito in seguito a un adulterio, perché la faccenda non si sappia in giro, uccidono i propri figli appena nati e così li mandano all'inferno senza il lavacro battesimale. Questo avviene perché non trovano un luogo dove possano conservarli in vita, tenendo nascosta nel contempo l'impura colpa del loro adulterio; allora li gettano nelle cloache, nei letamai e nei fiumi.»
La ruota degli esposti era funzionale ad accogliere i neonati in forma anonima. Era una bussola girevole di forma cilindrica, di solito costruita in legno, divisa in due parti chiuse per protezione da uno sportello: una verso l'interno ed un'altra verso l'esterno che, combaciando con un'apertura su un muro, permettesse di collocare, senza essere visti dall'interno, gli esposti, i neonati abbandonati. Facendo girare la ruota, la parte con l'infante veniva immessa nell'interno dove, aperto lo sportello si poteva prendere il neonato per dargli le prime cure.

## Diritto moderno
Varia è la considerazione giuridica e criminologica dell'infanticidio, a seconda del soggetto che compie l'azione delle circostanze temporali e di altre condizioni. In diritto penale, l'uccisione di un bambino si considera il più delle volte un omicidio comune. L'infanticidio si potrebbe quindi intendere in senso etimologico (uccisione dell'infante, colui che non sa ancora parlare), ma non è esattamente così: per varie ragioni, gli ordinamenti considerano meno gravi, rispetto all'omicidio, i reati speciali individuati come infanticidio, e le delimitano in un ambito molto stretto. L'Infanticide Act britannico, ad esempio, chiama infanticidio un delitto specifico, che può essere commesso solo dalla madre nel primo anno di vita del bambino.

### Infanticidio per causa d'onore
Durante l'Illuminismo, filosofi e giuristi tra cui Immanuel Kant, Cesare Beccaria, Carrara, Gian Domenico Romagnosi iniziano a prendere in considerazione il fatto che le madri che uccidevano i neonati andavano almeno in parte compatite, in quanto esse potevano essere di umilissima origine e avere subìto violenza magari da parte di qualche aristocratico o soldato di passaggio, e cercavano di sfuggire al disdoro sociale sopprimendo il neonato.
L'articolo 369 del codice penale Zanardelli del 1889 faceva propria questa prospettiva e riconosceva le attenuanti anche a chi commetteva un infanticidio per causa d'onore, uccidendo dei figli nati fuori dal matrimonio. Questi figli erano chiamati "prole illegittima". Le attenuanti erano valide purché il bambino non fosse nato da più di cinque giorni e comunque non fosse iscritto nei registri dell'anagrafe.
Si considerava che l'assassino fosse mosso dal desiderio di salvare l'onore, cioè la propria reputazione sociale o quella di una delle sue parenti femmine:
persona di un infante non ancora inscritto nei registri  dello  stato
civile, e nei primi cinque giorni dalla nascita, per salvare  l'onore
proprio, o della moglie, della madre, della discendente, della figlia
adottiva o della sorella, la pena è della detenzione da tre a dodici
anni.»
(Codice Zanardelli, art. 369.)
Questa disposizione è stata abrogata nel 1930 con il Codice Rocco, tuttora in vigore. Secondo l'articolo 576 dell'attuale Codice Rocco, chi uccide un neonato o un bambino per motivi d'onore rischia fino a 30 anni di prigione 

### Infanticidio in condizioni di abbandono materiale e morale
L'attuale codice penale italiano all'art. 578 prevede oggi una pena più lieve (da 4 a 12 anni di reclusione) solo in ragione delle particolari condizioni di abbandono materiale e morale in cui si trova la madre puerpera. In tutti gli altri casi, l'uccisione di un bambino è semplicemente reato di omicidio. Le attenuanti riguardano comunque solo la madre puerpera, infatti il trattamento di favore non si estende a coloro che eventualmente concorrano nel reato, puniti con la stessa pena prevista per l'omicidio:
Analoga soluzione è accolta da altri ordinamenti, come quello brasiliano attuale (art. 123 c.p.). In alcuni paesi (ad esempio di lingua spagnola) hanno rilevato o rilevano ulteriori elementi. Può essere disposto un preciso limite temporale (24 ore, 72 ore, 7 giorni) dal parto oppure, soprattutto in passato, sono stati inclusi nella previsione altri consanguinei (oltre alla madre), specie in relazione a motivi d'onore.

## Analisi sociologiche

### Neonaticidio e figlicidio
Nella legge italiana il termine "infanticidio" designa l'omicidio di un neonato nel primissimo periodo dopo il parto. Il termine "neonaticidio" quindi si sovrappone di fatto al termine infanticidio.
"Figlicidio" è un neologismo che indica l'uccisione di uno o più figli da parte di uno o entrambi i genitori  naturali o adottivi. Il concetto di "figlicidio" è più ampio di quello di infanticidio in quanto include i figli già cresciuti; è individuabile nelle aggravanti degli artt. 576 e 577 del codice penale italiano, che peraltro corrispondono al concetto più generale di parricidio.
Una classificazione del figlicidio è quella proposta da Resnick nel 1969, a seguito di una ricerca effettuata fra il 1951 e il 1967 su figlicidio per mano di madre. La classificazione è basata su cause e motivazioni del delitto. Anche Resnick sottolinea che il periodo più a rischio per il minore è quello fino ai sei mesi. Resnick propone 5 categorie:
- Nel figlicidio altruistico, uccidendo il figlio, la madre intenderebbe salvarlo dalle sofferenze e dalla rovina imminente causata dalla propria inadeguatezza (omicidio pietatis causa). Spesso, la madre si suicida dopo aver ucciso il figlio.
- Nel figlicidio psicotico, la madre uccide in preda ad allucinazioni.
- Nel figlicidio di bambino indesiderato, la madre è immatura, in fase adolescenziale, o ha avuto il figlio da una relazione extraconiugale.
- Il figlicidio accidentale sarebbe associato alla sindrome del bambino maltrattato. La madre ne causerebbe la morte in occasione di un gesto impulsivo, conseguente ai ricorrenti pianti o alle urla del bambino. Spesso queste madri sono ignorate dal partner, affetti da disturbi di personalità, irritabilità, comportamento impulsivo e hanno subìto violenza da piccole.
- Nel figlicidio per vendetta sul coniuge, la madre uccide il figlio per risentimento riguardo a un torto - vero o presunto - che ha subìto da parte del marito.

Le statistiche di diversi istituti mostrano come il figlicidio sia più frequente nei primi mesi di vita. In Italia tra il 2004 e il 2008 le vittime sotto i dieci anni rappresentavano il 56,7%, quelle con meno di un anno il 24,8% del totale. In Canada tra il 1997 e il 2006, circa un quarto (26%) dei bambini uccisi da un familiare avevano meno di un anno. I dati del “Centre for Justice Statistics” relativi al 2003, indicano che tra gli omicidi di bambini sotto i 12 anni esaminati il 42% è avvenuto nel primo anno di vita. In Germania tra il 1996 ed il 2005 il numero di bambini sotto i sei anni uccisi all’anno oscilla tra 75 e 106. L'indice è di 1,93 ogni 100.000 bambini uccisi sotto i sei anni, mentre si abbassa a 0,63 tra i sei e i tredici anni (tra 26 e 65 casi annui).
In merito al sesso dell'autore, a un primo sguardo i dati non sono uniformi. In generale si può affermare che le madri uccidono soprattutto neonati, mentre più si alza l'età della vittima, più diviene rilevante la quota di padri che uccidono i figli. Una distinzione in base al sesso dell'autore del delitto ha quindi senso solo se differenziata in base all'età della vittima.

### Genericidio
Si è osservato che la probabilità per un neonato di essere soppresso è molto più alta se si tratta di una femmina. Si parla a questo proposito di "infanticidio selettivo delle femmine". Come si è visto sopra, l'infanticidio selettivo è esistito in Europa e Medio Oriente fino circa all'avvento del Cristianesimo e dell'Islam. Attualmente, è una pratica abbandonata quasi dappertutto, tuttavia essa resiste in alcuni paesi dell'Asia: Afghanistan, Cina, Subcontinente indiano cioè Bangladesh, India, Pakistan.
In quanto eliminazione di una donna per motivi di genere, a livello internazionale il fenomeno viene spesso fatto rientrare nelle statistiche sul femminicidio. Per distinguere l'infanticidio dall'omicidio di donne adulte, alcuni parlano di "genocidio femminile" o di "genericidio".
Si tratta di gesti operati in primo luogo da donne.
In India, il giornalista Amitabh Parashar ha documentato come ancora durante gli anni 1990 le famiglie delle zone rurali chiedessero alle ostetriche di sopprimere le neonate femmine che avevano appena fatto nascere. Una pratica diffusa era quella di avvelenare le neonate, ma i metodi potevano essere diversi. Già dagli anni 1980, con l'avvento della diagnostica prenatale, si è passati all'aborto selettivo dei feti femmina.

Una delle cause di questo fenomeno è di natura culturale. Alcuni sostengono che la cultura indiana sia misogina; sicuramente c'è una preferenza per il figlio maschio, in quanto ci si aspetta che porti avanti il nome della famiglia e si crede che nell'oltretomba solo l'anima di un figlio maschio possa prendersi cura dell'anima del padre. Un'altra ragione è strettamente economica ed è la pratica della dote: in India, è tradizione che sia la sposa a portare la dote di un matrimonio, e la famiglia della sposa spesso si indebita per questo. Quindi, dare alla luce una bambina è considerata una disgrazia o più banalmente, come "annaffiare un fiore nel giardino del vicino di casa" secondo un proverbio tamil.

Si è calcolato che sommando gli aborti selettivi, gli infanticidi delle femmine, gli omicidi legati alla dote e la mancanza di cure per la madre nel periodo dopo il parto, in India mancano all'appello circa 50 milioni di donne fino agli anni 2000. Il censimento del 2011 ha confermato un importante squilibrio demografico fra uomini e donne
In Cina è l'uomo che porta la dote alla sposa, ciononostante la preferenza dei ragazzi rispetto alle ragazze risale al Confucianesimo. La pratica dell'infanticidio e aborto selettivo è aumentata considerevolmente con la "politica del figlio unico" iniziata nel 1979 dalla Repubblica Popolare Cinese: per ridurre lo sviluppo demografico della Cina, il governo vietò a tutte le famiglie di avere più di un figlio. Dato che per la società cinese avere un figlio maschio è considerato preferibile ad avere una femmina, le famiglie hanno boicottato la nascita di figlie femmine, ricorrendo fra l'altro all'infanticidio. La politica del figlio unico è stata abbandonata nel 2015 e ha portato a un importante deficit demografico di donne nel paese.

## Negli animali
Negli animali, l'infanticidio comporta l'uccisione intenzionale di giovani da parte di un animale adulto della stessa specie. L'infanticidio animale è studiato in zoologia, specificamente nel campo dell'etologia. L'ovicidio è la distruzione analoga delle uova. La pratica è stata osservata in molte specie in tutto il regno animale, ad esempio in rotiferi, insetti, pesci, anfibi, uccelli e mammiferi (specialmente primati). L'infanticidio può essere praticato sia da maschi che da femmine.
L'infanticidio causato da conflitto sessuale ha come scopo il vantaggio da parte dell'esemplare che uccide il giovane (spesso maschio) di diventare il nuovo partner sessuale del genitore della vittima, il quale altrimenti non sarebbe disponibile. Ciò rappresenta un guadagno di idoneità per l'esemplare che ha ucciso e una perdita di idoneità da parte dei genitori della prole uccisa. Si tratta di un tipo di lotta evolutiva tra i due sessi, in cui il sesso della vittima può avere contro-adattamenti che riducono il successo di questa pratica. Può verificarsi anche per altri motivi, come la lotta per il cibo tra le femmine. In questo caso gli individui possono persino uccidere prole strettamente imparentata.
L'infanticidio filiale si verifica quando un genitore uccide la propria prole. A volte ciò comporta il consumo dei piccoli stessi, fenomeno definito cannibalismo filiale. Il comportamento è diffuso nei pesci e si riscontra anche negli animali terrestri.